# Kena Upanishad

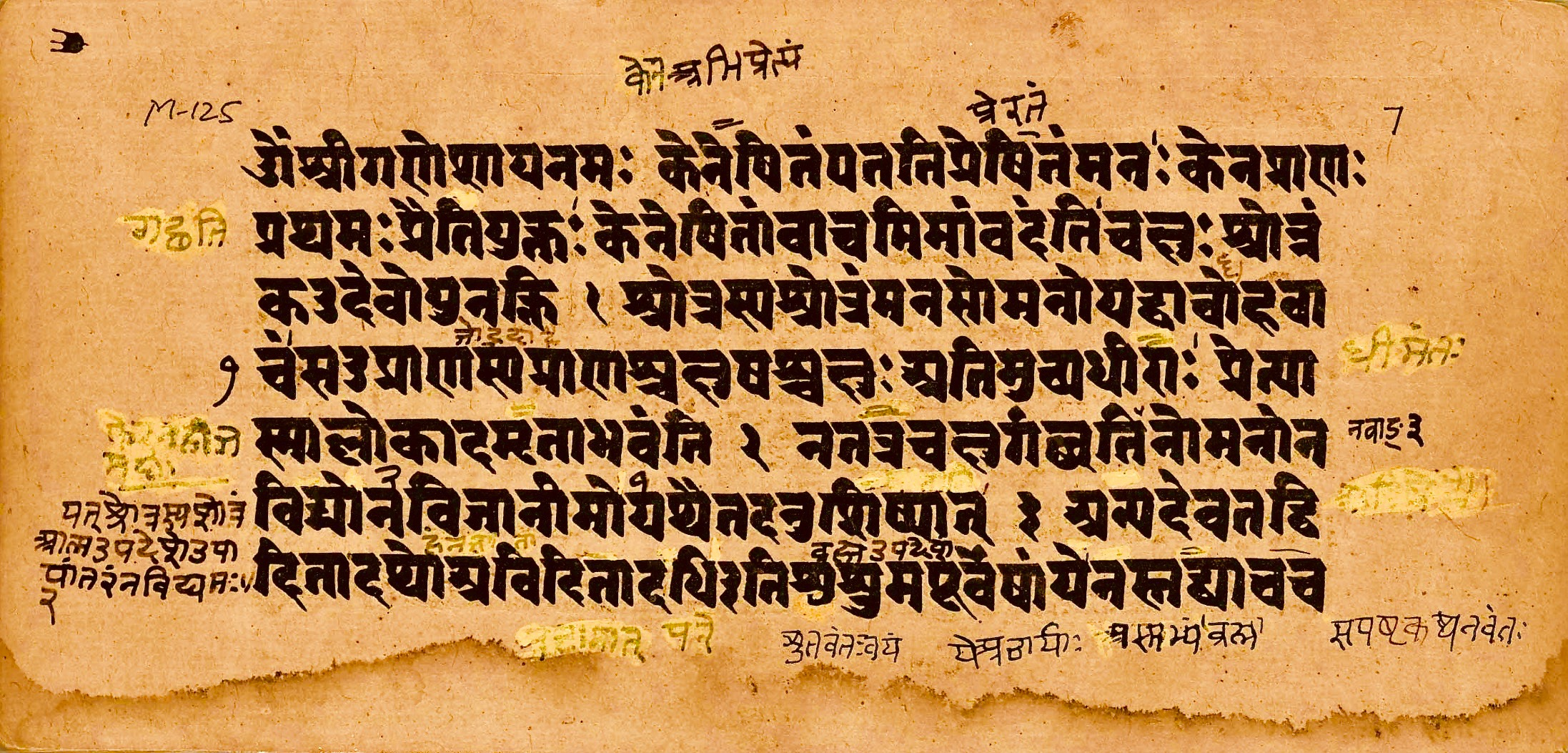
Page manuscrite de la Kena Upanishad, versets 1.1 à 1.4, du Samaveda (en sanskrit, écriture devanagari)

La Kena Upanishad (sanskrit IAST : Kena Upaniṣad ou Kenopaniṣad) est l'une des plus anciennes Upaniṣad majeures et fait partie du groupe des douze Upaniṣad principales (Mukhya Upaniṣad) et est associée au Sāmaveda. Il s'agit d'un texte court comprenant quatre chapitres et trente-quatre versets. Cette Upaniṣad a été commentée par Ādi Śaṅkara (VIIe siècle). Ce livre d'enseignement cherche à démontrer aux yeux de l'étudiant que le Brahman, le Tout universel, est le responsable de chaque mouvement de vie sur Terre.
Victor Hugo a traduit partiellement et de façon poétique la Kena Upanishad dans La Légende des siècles sous le titre « Suprématie ».